# Traçado (automobilismo)

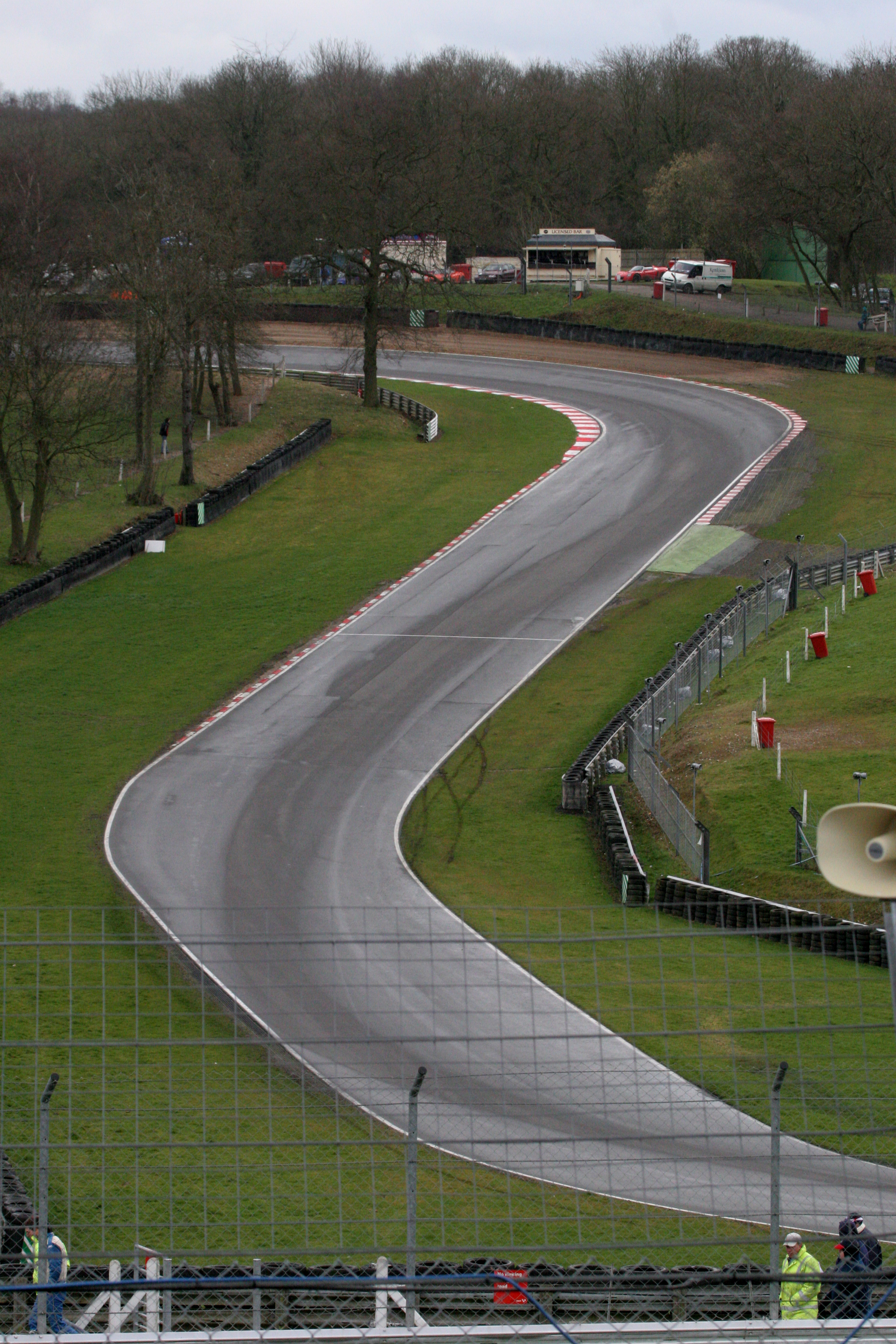
Nas pistas de corrida, as listras escuras de borracha no asfalto deixadas pelos pneus dos carros anteriores geralmente indicam o traçado da pista

No automobilismo, o traçado, linha ideal ou ainda linha de corrida, é a trajetória ideal em uma pista de corrida. Na maioria dos casos, o traçado de corrida utiliza toda a largura da pista para aumentar o raio da curva: entrando pela borda externa, tocando o "ápice" — um ponto na borda interna — e então saindo da curva voltando para a parte externa.

## Descrição
Pilotar no traçado é uma técnica primária para minimizar o tempo total do percurso. Sendo o caminho ideal em torno de uma pista de corrida, o traçado muitas vezes pode ser vista no asfalto na forma de marcas de derrapagem dos pneus. A.J. Baime descreveu a sua formação nas primeiras voltas de uma corrida em Le Mans:
À medida que o pelotão se estendia em fila única — esculpindo a faixa preta no pavimento que era a linha de corrida — a verdadeira competição começava.

## Otimização do traçado
O objetivo principal do piloto de corrida é determinar o traçado em torno de uma pista de corrida. Esto traçado pode variar dependendo se um piloto deseja atingir um tempo mínimo de volta durante uma sessão de qualificação, conservar pneus e combustível, ou evitar uma ultrapassagem de outro piloto durante uma corrida.
As pistas de corrida geralmente são divididas em elementos separados, como curvas padrão, chicanes, ápices duplos e retas. Uma curva pode ainda ser dividida na fase de desaceleração na entrada da curva, seguida pelo ápice e, finalmente, pela fase de aceleração durante a saída da curva.

### Entrada da curva

Traçado de corrida em uma curva:
Ápice adiantado
Ápice médio
Ápice tardio

A fase de entrada da curva geralmente começa com a frenagem limite em linha reta, onde o objetivo é atingir a taxa máxima de desaceleração. Em seguida, ocorre a entrada da curva, quando o piloto começa a dirigir o veículo em direção ao ápice. Tradicionalmente, muitos pilotos eram ensinados a completar toda a frenagem antes dessa parte da curva e a seguir um caminho mais circular com velocidade constante até o ápice. Mais tarde, muitos pilotos de corrida começaram a incorporar o trail-braking em suas entradas de curvas. Trail-braking envolve manter a pressão do freio após o ponto de entrada da curva, o que permite que as forças geradas pelos pneus desacelerem o carro em uma direção mais otimizada. Essa direção de força mais otimizada faz com que um veículo siga um caminho em forma de espiral de Euler de raio decrescente até o ápice. Se feito corretamente, isso resulta em uma velocidade média mais alta e em um menor tempo decorrido até o ápice em comparação com a entrada circular tradicional.

### Ápice
Em termos básicos, o ápice (apex ou ainda ponto de tangente) é o ponto na parte interna de uma curva pelo qual o veículo passa mais próximo. O ápice também pode ser descrito como o ponto de menor raio e de velocidade mais lenta alcançado em uma curva. Um ápice pode ser definido como sendo um ápice adiantado ou tardio. Um ápice adiantado atingirá a parte interna de uma curva a uma velocidade maior e com um raio maior do que um ápice tardio. Um piloto normalmente escolherá seu ápice com base nas habilidades de saída de curva do veículo, com aceleração mais alta exigindo, de maneira ideal, um ápice mais tardio.

### Saída da curva
A fase de saída de curva começa no ápice, quando o veículo começa a acelerar. A fase de saída de curva é frequentemente considerada o aspecto mais importante de uma curva para minimizar os tempos de volta, e, por isso, um piloto frequentemente se concentra em otimizar o desempenho na saída de curva. O objetivo de um piloto durante a saída de curva é maximizar a aceleração do veículo na direção da reta seguinte. Veículos com menor potencial de aceleração em uma curva normalmente conseguem isso aplicando aceleração total a partir do ápice e fazendo uma trajetória mais circular. Veículos com aceleração mais alta podem ser limitados pela patinagem das rodas e não atingirão aceleração total até que a curva esteja quase completa. Isso cria um trajeto de saída da curva de raio crescente que, muitas vezes, espelha o trajeto de entrada da curva em forma de espiral de Euler.